# Baricadele (Letonia)
Baricadele (letonă Barikādes) au fost o serie de confruntări între Republica Letonia și Uniunea Republicilor Socialiste Sovietice în ianuarie 1991; ele au avut loc în principal în Riga . Evenimentele sunt numite așa pentru efortul popular de construire și protecție a baricadelor ridicate în 13 ianuarie și care au durat până la aproximativ 27 ianuarie. Letonia, care declarase că și-a restabilit independența față de Uniunea Sovietică cu un an înainte, a anticipat faptul că Uniunea Sovietică avea să încerce să-și recâștige controlul.țării prin forță.  
După atacurile OMON-ului sovietic în Riga, la începutul lunii ianuarie, guvernul a cerut oamenilor să construiască baricade pentru a proteja țintele posibile (în principal în capitala Riga și în apropiere, la Ulbroka, Kuldīga și Liepāja ). Șase persoane au fost ucise în atacuri ulterioare, mai multe au fost rănite în împușcături sau bătute de OMON. Cele mai multe victime au fost împușcate în timpul atacului sovietic asupra Ministerului de Interne din Letonia pe 20 ianuarie. O altă persoană a murit într-un accident de construcție care consolida baricadele. Pierdrile dintre loialiștii sovietici sunt considerate asemănătoare, dar numărul exact rămâne necunoscut. Un total de 15.611 persoane s-au înregistrat ca fiind participanți la Baricade, dar alte date sugerează că au participat mai mult de 32 000 de letoni. 

## Fundal
În timpul celui de-Al Doilea Război Mondial, Letonia fusese ocupată de URSS. În 1985, Mihail Gorbaciov a introdus politicile glasnost și perestroika, sperând să salveze economia sovietică, dar nu a reușit. De asemenea, reformele au diminuat restricțiile privind libertatea politică în Uniunea Sovietică. Acest lucru a dus la consecințe neintenționate, deoarece problemele din cadrul Uniunii Sovietice și crimele regimului sovietic, păstrate anterior în secret și negate de guvern, au fost expuse, provocând nemulțumire publică, accentuată și mai mult de războiul din Afganistan și dezastrul de la Cernobîl. O altă consecință neintenționată a Glasnost, pentru autoritățile centrale sovietice, au fost sentimentele naționaliste suprimate mult timp care acum au putut din nou să se manifeste în  republicile Uniunii Sovietice . 
Au început demonstrații masive împotriva regimului sovietic. În Letonia a început o mișcare de independență. Suporterii independenței - Frontul Popular al Letoniei, Partidul verde al Letoniei și Mișcarea Independentă a Letoniei - au câștigat alegerile la Sovietul Suprem al SSR letonă la 18 martie 1990 și au format Frontul Popular al fracțiunii Letonia, lăsând facțiunea prosovietică  Drepturile egale în opoziție. 
La 4 mai 1990, Sovietul Suprem, care ulterior a devenit cunoscut drept Consiliul Suprem al Republicii Letonia, a declarat restaurarea independenței Letoniei și a început secesiunea de Uniunea Sovietică. URSS nu a recunoscut aceste acțiuni și le-a considerat contrar constituțiilor sovietice federale și republicane. În consecință, tensiunea în relațiile dintre Letonia și Uniunea Sovietică și între mișcarea de independență și forțele prosovietice au crescut. 

## Amenințarea represiunii militare sovietice
Forțele pro-sovietice au încercat să provoace violență și să profite de putere în Letonia. O serie de atentate au avut loc în decembrie 1990, Mareșalul Uniunii Sovietice, Dmitri Yazov, a recunoscut că militarii au fost responsabili pentru primele patru atentate, că autorii celorlalte bombardamente rămân necunoscuți, presa pro-comunistă a dat vina pe naționaliștii letoni. 
Guvernul Uniunii Sovietice și alte grupuri pro-sovietice au amenințat că va fi stabilită o stare de urgență care va acorda prerogativă nelimitată în Letonia președintelui Gorbaciov, iar forța militară va fi folosită pentru a "implementa ordinea în republicile baltice ". La vremea când trupele sovietice, unitățile OMON și forțele KGB au fost amplasate în Letonia. La 23 decembrie 1990, un grup de luptă mare din KGB a fost expus în Jūrmala . Se zvonea că la acea vreme va exista o lovitură de stat și că va fi stabilită o dictatură. Ministrul de externe al Uniunii Sovietice, Eduard Șevardnadze, a confirmat aparent acest lucru atunci când a demisionat la 20 decembrie 1990, declarând că vine o dictatură. 
La 11 decembrie 1990, Frontul Popular a lansat un anunț în care se menționa că nu era nevoie de un climat de frică și de isterie în ceea ce era numit ora X - autoritatea nelimitată a președintelui - ar veni și fiecare persoană ar fi gata să ia în considerare ceea ce ar face dacă sa întâmplat asta. Frontul Popular a făcut, de asemenea, sugestii cu privire la ceea ce ar trebui făcut până în oră X și după aceea, dacă forțele sovietice vor avea succes. Aceste planuri au cerut ca actele să arate sprijinul pentru independență și să atragă atenția societății internaționale, să se unească cu unitățile de gardă ale voluntarilor, raționamentul cu rușii din Letonia, explicându-le, în special ofițerilor militari, că ideile Frontului Popular sunt similare celor ale democraților ruși. De asemenea, a solicitat eforturi de protejare a economiei și de asigurare a circulației informației. 
În cazul în care controlul sovietic ar fi fost stabilit cu succes, acest plan ar fi cerut o campanie de neascultare civilă - ignorând orice ordine și solicitări ale autorităților sovietice, precum și orice alegeri sovietice și referendumuri, subminând economia sovietică prin grevă și în cele din urmă, documentarea atentă a eventualelor crime pe care forțele sovietice le-ar putea săvârși în timpul stării de urgență. 

## Atacuri la începutul lunii ianuarie 1991

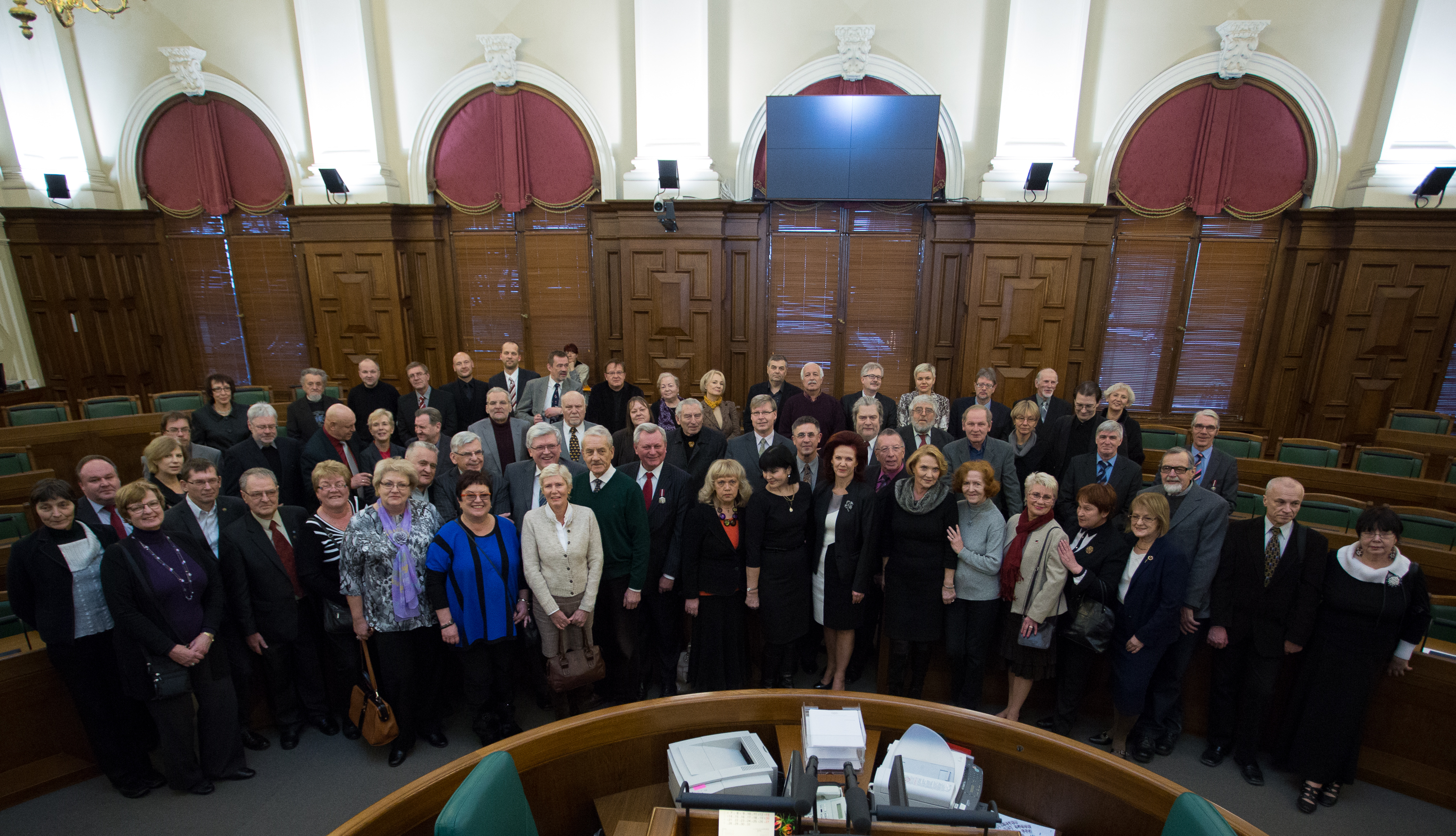
Unii dintre jurnaliștii care au relatat din interiorul Baricadelor (în 2013).

La 2 ianuarie 1991, OMON a confiscat Preses Nams (în engleză Press House   ), imprimeria națională a Letoniei și a atacat ofițerii de poliție criminali care documentau evenimentul.  Consiliul Suprem a ținut o ședință în care a fost raportat că conducătorul Presei Nams a fost ținut ostatic, în timp ce alți lucrători, deși au fost abuzați fizic și verbal, aveau, evident, dreptul de a părăsi imprimeria. Consiliul Suprem a recunoscut oficial recrutarea tiparului ca fiind un act ilegal din partea Partidului Comunist din Letonia . 
Frontul popular a organizat proteste la clădirea partidului comunist.  Tipografia a fost paralizată parțial, în timp ce a continuat să tipărească doar presa pro-sovietică.  La 4 ianuarie, OMON a confiscat bursa de telefonie din Vecmīlgrāvis, se speculează că aceasta se datorează faptului că liniile telefonice pe care OMON le foloseau au fost întrerupte. Ulterior, OMON a confiscat Ministerul Afacerilor Interne, dar telefonul nu a fost întrerupt de teama că OMON va ataca bursa de telefonie internațională.  Contrar ofițerului OMON, Boris Karlovich Pugo și Mikhail Gorbaciov au afirmat că nu au fost informați despre acest atac. Între timp, armata sovietică era în mișcare - în aceeași zi, o unitate de informații a sosit la Riga. 
Apoi, pe 7 ianuarie, după ordinele lui Mihail Gorbaciov, Dmitriy Yazov a trimis unități de comandă în mai multe republici ale Uniunii Sovietice, inclusiv Letonia. 
La 11 ianuarie a avut loc Consiliul Militar al Districtului Militar Baltic . A decis să înarmeze ofițerii și cadeții sovietici cu mitraliere. Mutarea liberă a trupelor sovietice și a vehiculelor blindate a fost văzută pe străzile din Riga.  În data de 10 ianuarie au avut loc mai multe întâlniri atât pentru pro-independență, cât și pentru mișcările pro-sovietice. Interfront a ținut o întâlnire prin care cere guvernului Letoniei să demisioneze. Aproximativ 50.000 de persoane au participat și au încercat să intre în clădirea Cabinetului de Miniștri după ce au fost rugați să facă acest lucru personalul militar. 

## Ridicarea baricadelor

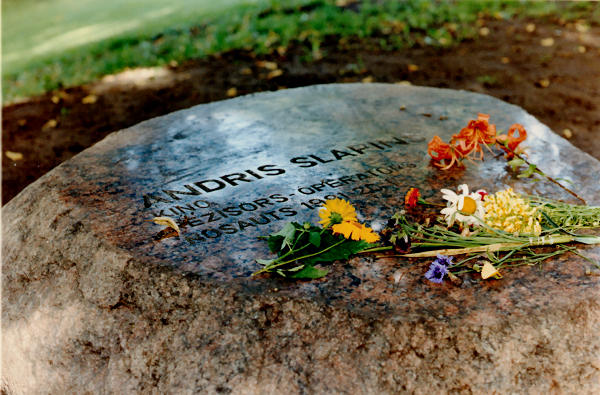
Memorialul care a marcat locul în care Andris Slapiņš, un cameraman, a fost ucis în timpul atacului asupra Ministerului de Interne din Letonia pe 20 ianuarie.

La 11 ianuarie, armata sovietică a lansat un atac asupra vecinului Letoniei, Lituania. 
La 12 ianuarie, Frontul Popular a anunțat demonstrații la nivel național care vor avea loc pe 13 ianuarie în sprijinul guvernului ales în mod legal al Letoniei și a păstrării obiectivelor strategice. Președinția Sovietului Suprem al SFSR rus a cerut guvernului sovietic să-și retragă forțele militare din statele baltice. Liderii guvernului leton s-au întâlnit cu Gorbaciov, care a asigurat că forța nu va fi folosită. În noaptea aceea, Frontul Popular, după ce a aflat că forțele sovietice din Lituania au atacat Turnul de televiziune din Vilnius și au ucis 13 civili, au cerut oamenilor să se adune pentru apărarea obiectivelor strategice.  Datorită efortului unit al statelor baltice de a-și recâștiga independența în anii precedenți ai revoluției de cântat, un atac asupra uneia dintre ele a fost perceput ca un atac asupra tuturor. 
La ora 4:45, pe 13 ianuarie, un anunț din partea Frontului Popular a fost difuzat de către postul de radio din Letonia, care chema oamenii să se adune în piața din Catedrala din Riga. La ora 12:00 a avut loc sesiunea Consiliului Suprem privind problemele de apărare. La ora 14.00 a demarat demonstrația Frontului Popular, s-au adunat aproximativ 700.000 de persoane, elicopterele sovietice au scos pliante cu avertismente asupra mulțimii în acest moment. Frontul Popular a cerut oamenilor să construiască baricade. Consiliul Suprem a organizat o altă sesiune după demonstrație, iar deputații au fost rugați să stea peste noapte la consiliul suprem. Ședința de seară a făcut apel la soldații sovietici să nu respecte ordinele privind folosirea forței împotriva civililor. După ce a venit noaptea, la ordinele guvernului, mașini agricole și de construcții și camioane pline de bușteni au sosit la Riga pentru a construi baricade. Camioane, vehicule de inginerie și mașini agricole au fost aduse în oraș pentru a bloca străzile. Oamenii se adunaseră deja în timpul zilei. O parte din această mulțime s-a adunat în Piața Catedralei din Riga, așa cum a cerut Frontul Popular în anunțul său de dimineață. Alții s-au adunat după demonstrația de după-amiază. Acestea au inclus liceenii și studenții. Unele au fost organizate de angajatori și alma maters. Au sosit multe familii, inclusiv femei, bătrâni și copii. Majoritatea erau deja pregătiți moral ca ceva să se întâmple. Oamenii au sosit din toată țara. Baricadele au fost în mare măsură percepute ca o formă de rezistență nonviolentă, oamenii fiind gata să formeze un scut uman. Cu toate acestea, mulți oameni s-au armat, folosindu-se de tot ce era disponibil, variind de la piese de metal la scuturi special concepute și materiale de apărare civilă. Unii au pregătit, de asemenea, cocktail-uri Molotov, dar acestea au fost confiscate pentru a asigura siguranța la foc. Miliția letonă a fost înarmată cu pistoale și automate. 
Guvernul leton a fost ulterior criticat pentru faptul că nu a furnizat arme. Acestea au avut, după cum sa arătat după ce OMON a confiscat Ministerul de Interne și a eliminat un număr considerabil de arme (s-a afirmat că în minister erau 200 de arme de foc) 
Camioanele au fost încărcate cu deșeuri de construcție și de demolare, bușteni și alte mărfuri. Au fost de asemenea utilizate blocuri mari de beton, pereți, obstacole din sârmă și alte materiale. Lucrările de construcție au început în seara zilei de 13 ianuarie și au durat aproximativ trei ore. Principalele obiective de interes strategic au fost clădirile Consiliului Suprem ( orașul vechi de lângă Catedrala Sf. Iacov), Consiliul de Miniștri (centrul orașului, lângă Catedrala Nașterea Domnului Hristos), Televiziunea Letonă (la Zaķusala ), Radio Leton (Orașul vechi de lângă Catedrala Riga), birourile de schimb internațional de telefonie (centrul orașului), radioul și podurile Ulbroka. Baricadele au fost construite și în alte părți ale țării, inclusiv în Liepāja și Kuldīga. 

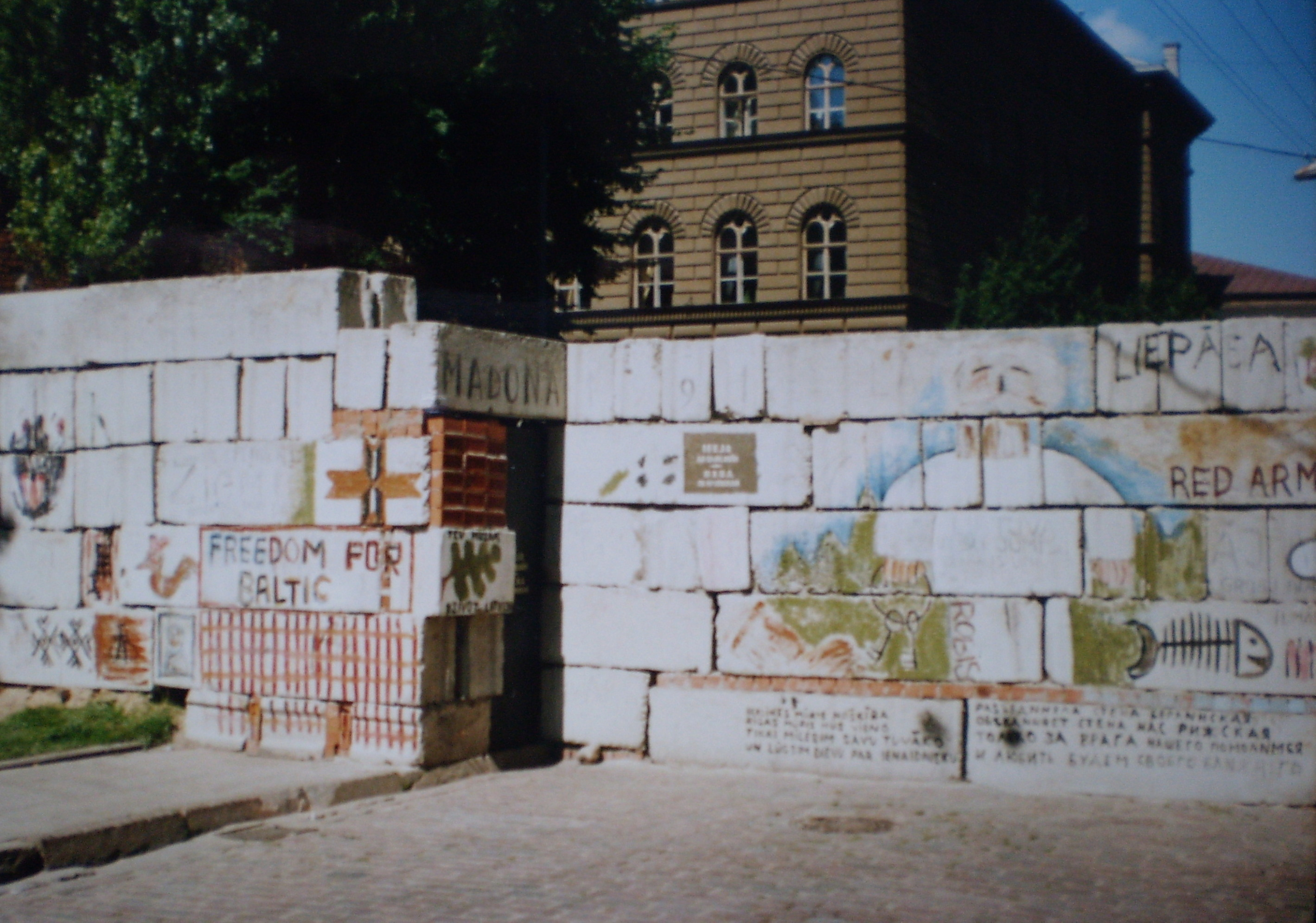
Baricada de pe strada Jēkaba, iulie 1991.

S-a avut grijă să se înregistreze evenimentele, nu numai în scopuri contabile și în memorie personală, ci și să se arate lumii ce se întâmplă. Aproximativ 300 de jurnaliști străini au lucrat la Riga la vremea respectivă. Guvernul leton a asigurat că presa străină a primit actualizări constante. 
Multe obiective strategice erau importante în principal pentru transferul de informații. Acest lucru garanta că, dacă sovieticii ar fi lansat un atac, forțele letone ar putea să rămână pe poziții suficient de mult timp pentru a informa restul lumii. Biroul internațional de telefonie era important pentru a menține legături atât cu țările străine, cât și cu alte părți ale URSS. Un exemplu adesea menționat este Lituania. A fost ruptă parțial de restul lumii după atacul sovietic. Apelurile externe către Lituania au fost transferate prin Riga. Radio și televiziunea din Letonia a lucrat zi și noapte pentru a difuza pe viu ce se întâmpla la baricade. 
Radioul a jucat un rol important în viața baricadelor. Acesta a fost folosit pentru a organiza mesele și aranjamente de dormit, chemând oamenii împreună (de exemplu, studenți din aceeași universitate), pentru diferitele întâlniri. Artiștii au fost invitați să distreze oamenii. Forestierii au fost rugați să furnizeze lemne de foc pentru focurile care au fost folosite pe scară largă de către oamenii care au echipat baricadele. Alimentele și băuturile au fost furnizate de o serie de instituții publice. Mulți susținători au dăruit șosete și mănuși tricotate, precum și băuturi răcoritoare. Locurile de dormit erau adesea greu de găsit - școlile erau folosite acolo unde era posibil. Mulți oameni au adormit la baricade sau s-au dus acasă. Unii oameni au experimentat exacerbarea problemelor lor de sănătate în climatul de iarnă, de epuizare și de stres. 
Punctele de prim ajutor au fost înființate cu consumabile și echipamente medicale suplimentare, unele fiind bazate pe locațiile existente. Paturile au fost instalate și au avut echipe compuse din medici din spitalele locale. Schimbările au fost formate prin rutina zilnică - oamenii care au mers la slujbă, studii sau acasă au fost înlocuiți de oameni care s-au întors la baricadă după ce aveau datoria zilnică. Cei mai mulți muncitori care se aflau în baricade mai târziu au primit salariul obișnuit, indiferent dacă au lucrat sau nu au lucrat. Primul ministru Ivars Godmanis a avut în mod regulat întâlniri cu comandanții baricadelor individuale, Frontul Popular a participat, de asemenea, la discutarea tacticii. S-a decis să se impună protecția celor mai importante obiective prin alocarea militarilor în apărarea lor. Livrările pentru baricade au fost coordonate de Frontul Popular. Baricadele individuale au fost organizate pe regiuni. Astfel, oamenii din Vidzeme au fost repartizați la baricade supravegheate de secția suburbiei Vidzeme din Frontul Popular. Forțele pro-sovietice au încercat să infiltreze baricadele pentru sabotaj. S-au răspândit zvonuri că atacuri au fost planificate. 

## Lupte
La 14 ianuarie, militarii sovietici au cerut abrogarea legilor letone. OMON a atacat podurile Brasa și Vecmilgrāvis. 17 mașini au fost arse în timpul zilei. În noaptea de 15 ianuarie, OMON a atacat de două ori sucursala din Riga a Academiei militare din Minsk. Mai târziu, în acea zi, 10.000 de persoane s-au reunit pentru o întâlnire Interfront, în cadrul căreia o comisie de salvare publică din toată Letonia a declarat că preluarea puterii în Letonia. Acest anunț a fost difuzat în mass-media sovietică. 
La 16 ianuarie, consiliul suprem a organizat deputații să stea peste noapte în clădirea supremă a consiliului pentru a asigura un cvorum în caz de nevoie. La 4:45 pm, într-un alt atac asupra podului Vecmilgrāvis, conducătorul Ministerului Transporturilor din Letonia, Roberts Mūrnieks a fost ucis - devenind prima fatalitate la baricade. Și alte două persoane au fost rănite. La ora 18:30, OMON a atacat podul Brașa, rănind o persoană. O altă bombardare a avut loc la ora 20.45. 
La 17 ianuarie, la Baricade sună alarma, comitetul de grevă al Partidului Comunist din Letonia a declarat că fascismul se renaște în Letonia. O delegație a Sovietului Suprem al URSS a vizitat Riga. La întoarcerea la Moscova, delegația a informat că Letonia era în favoarea înființării unei autorități nelimitate a președintelui URSS. 
La 18 ianuarie, Sovietul Suprem a decis să formeze un comitet național de autoapărare. Frontul Popular și-a retras apelul de a proteja baricadele. 

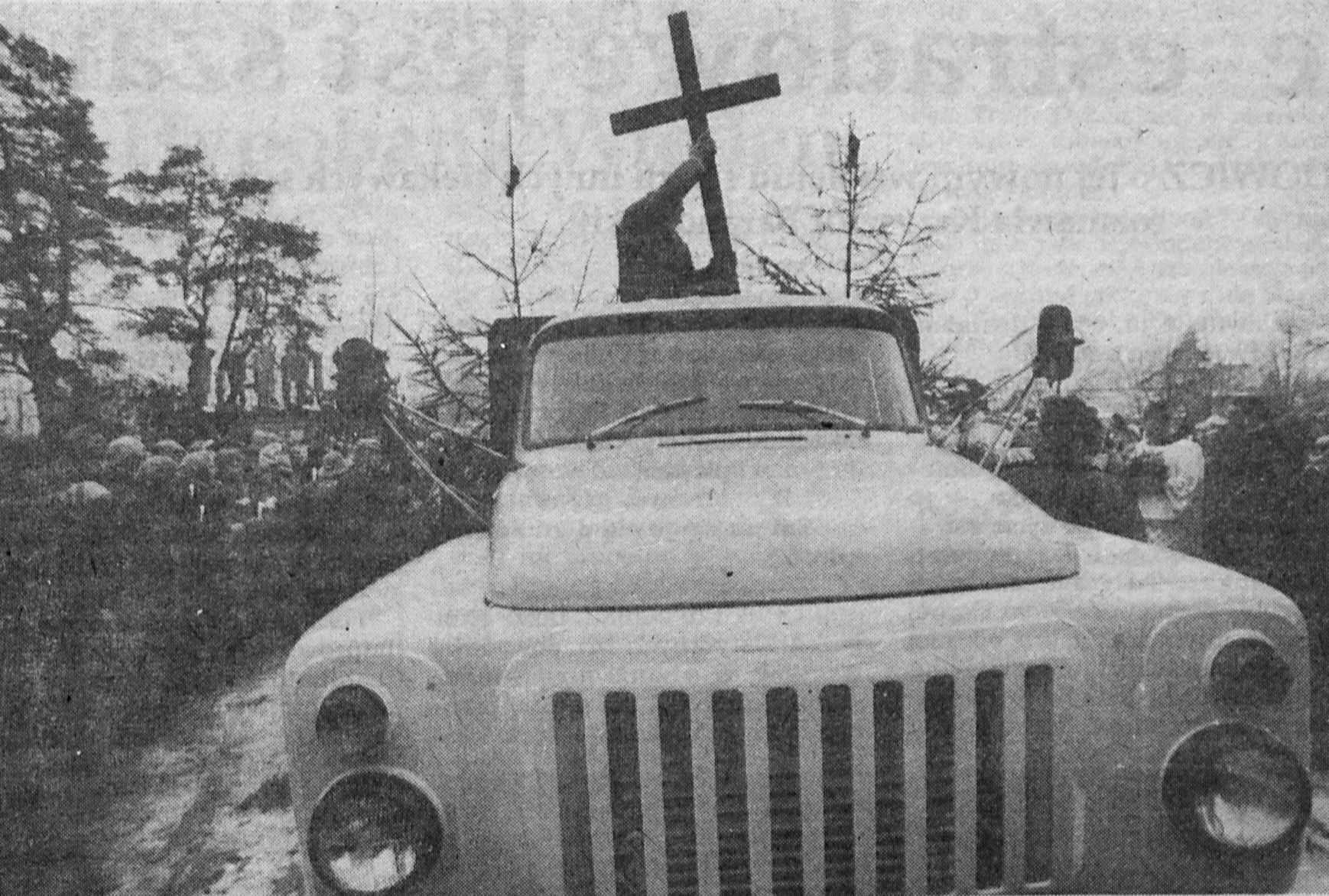
Înmormântarea lui Roberts Mūrnieks

La 19 ianuarie, funeraliile lui Roberts Mūrnieks s-au transformat într-o demonstrație. În acea noapte, OMON a arestat și bătut cinci membri ai unei unități de gardă voluntară. 
La 20 ianuarie, aproximativ 100.000 de persoane s-au adunat la Moscova pentru a-și arăta sprijinul față de statele baltice, invitând oficialitățile sovietice să demisioneze în legătură cu evenimentele de la Vilnius. Această seară s-a dovedit a fi cea mai dăunătoare la baricade după ce OMON și alte grupuri de luptă neidentificate au atacat Ministerul de Interne din Letonia. Au fost uciși doi polițiști (Vladimir Gomanovič și Serghei Konoșenko), un școlar (Edijs Riekstiņš) și un cameraman (un coleg al regizorului Juris Podnieks, Andris Slapiņš). Un alt cameraman, Gvido Zvaigzne, a murit mai târziu din cauza leziunilor.  Patru polițiști din Bauska au fost răniți, precum și cinci participanți la baricade, un jurnalist maghiar și un jurnalist rus. S-a observat că și atacatorii au suferit pierderi. După luptă, OMON s-a mutat în clădirea partidului comunist leton. Până la 20 ianuarie, guvernul a cerut, de asemenea, transferul controlului baricadelor către forțele guvernamentale. Acest lucru a fost văzut ca trădare a întregii idei. Această opinie a fost pusă în aplicare atunci când o parte din baricade au fost demolate după ce guvernul a preluat controlul asupra acestora. 
La 21 ianuarie, Consiliul Suprem a cerut tinerilor să candideze pentru un loc de muncă în cadrul Ministerului de Interne. Gorbunov a plecat la Moscova pentru a se întâlni cu Gorbaciov pentru a discuta despre situația din Letonia. La 22 ianuarie, Pugo a negat că a ordonat un atac asupra Ministerului de Interne. O altă persoană a fost ucisă pe baricade. 
La 24 ianuarie, Consiliul de Miniștri a înființat un departament de siguranță publică care să protejeze baricadele. 
La 25 ianuarie, după înmormântarea victimelor din 20 ianuarie, majoritatea apărătorilor baricadelor s-au dus acasă. 

## Responsabilitate
Majoritatea atacurilor au fost efectuate de către OMON din Riga, însă a fost observată o altă unitate de luptă în timpul atacului asupra Ministerului Afacerilor Interne. S-a speculat că această unitate era Grupul Alpha care a fost văzut în acțiune în timpul atacului asupra Vilniusului.  Într-un interviu cu directorul de film Juris Podnieks, un ofițer OMON a declarat că inițial era planificat să atace Riga, nu Vilnius. În ultimul moment, cu o săptămână înainte de atacul asupra Vilniusului, planul a fost brusc schimbat. El a susținut, de asemenea, că OMON de la Rīga a fost atât de bine pregătit încât nu era nevoie ca militarii sovietici, prezenți la Rīga la vremea respectivă, să intervină. 
OMON nu a acționat singură. În urma acuzațiilor din presă, OMON a susținut că înalții oficiali ai guvernului sovietic - Boris Pugo și Mikhail Gorbaciov știau despre atac, însă ambii au negat implicarea lor, iar Consiliul Suprem a acuzat Partidul Comunist din Letonia. În decembrie, înainte de evenimente, Frontul Popular, în instrucțiunile sale pentru ora X, a afirmat că o lovitură de stat a fost planificată de grupul " Soyuz " al Sovietului Suprem al deputaților URSS. 

## Moștenire

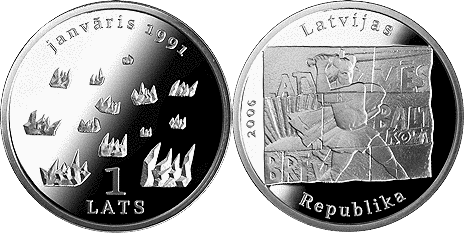
1 Lats - moneda letonă cu comemorarea a baricadelor

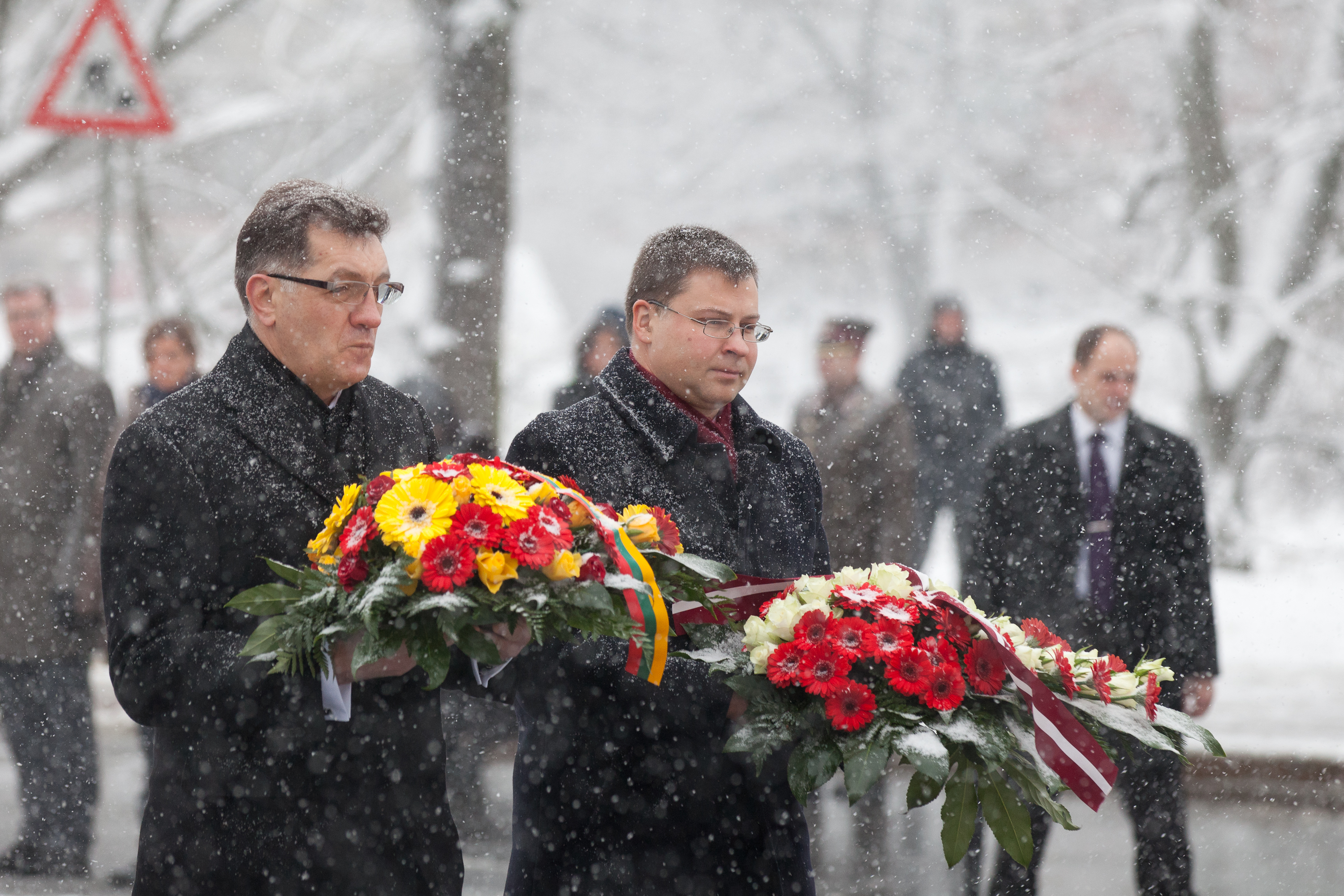
Valdis Dombrovskis (dreapta) și Algirdas Butkevičius, prim-miniștrii Letoniei și Lituaniei, comemorându-i pe cei uciși la baricade (20 ianuarie 2013)